# Eau Claire (Pennsylvanie)
Pour les articles homonymes, voir Eau Claire.
Eau Claire est un borough situé dans le comté de Butler, dans l'État de Pennsylvanie, aux États-Unis. Au recensement de l'an 2000, la population s'élevait à 355 personnes.

## Histoire
La toponymie française d'Eau Claire date de l'époque de la Nouvelle-France, quand les explorateurs français et les coureurs des bois canadiens-français arpentaient cette région septentrionale des Grands Lacs.